# Catostomus platyrhynchus
Catostomus platyrhynchus är en fiskart som först beskrevs av Edward Drinker Cope, 1874.  Catostomus platyrhynchus ingår i släktet Catostomus och familjen Catostomidae. Inga underarter finns listade i Catalogue of Life.